# 越南军队股份商业银行
越南军队股份商业银行，通称MB Bank（军队银行），越南的股份制商业银行，越南国防部直属。股东包括越南军用电子电信总公司、国家资本投资经营总公司、越南直升机总公司、西贡新港总公司。
军队银行除银行业务外，亦提供证券经纪、基金管理、房地产、保险、债务管理和资产开发业务，并握有这些行业一些重要公司的股份。军队银行亦在俄罗斯、老挝和柬埔寨设有代表办事处。

## 历史
军队银行创立于1994年11月4日，初始雇员25人，注册资本200亿越南盾。2004年，完成股份制改革，对公拍卖价值200亿盾股份，为越南首家拍卖股份的银行。2011年11月1日，在胡志明市证券交易所上市。